# Processament del llenguatge natural
El processament del llenguatge natural (PLN; o NLP del seu nom en anglès, Natural Language Processing) és la disciplina informàtica que s'encarrega de tractar computacionalment les llengües naturals, o els llenguatges humans.
El PLN va néixer a finals de la dècada dels 40, però els intents de fer traducció automàtica entre anglès i rus (per part dels Estats Units, arran de la Guerra Freda) no van tenir èxit, ja que s'utilitzaven models lingüístics molt simples, i la potència dels ordinadors era molt escassa. Durant les dècades dels seixanta i setanta, amb objectius més humils, s'aconseguiren importants avenços en la implementació d'interfícies d'accés a dades en llenguatge natural. Ja a partir dels anys vuitanta, gràcies a la potència en augment dels ordinadors —així com l'adopció de teories lingüístiques més complexes—, s'estan aconseguint resultats importants en diverses àrees, com per exemple la traducció automàtica.

## Principals aplicacions del PLN
Les principals aplicacions o àrees de treball del PLN actualment són la recuperació de la informació, l'extracció de la informació, la cerca de respostes, la traducció automàtica, la generació de resums, i el reconeixement de la parla.

## Tasques del PLN
Generalment, el PLN tracta l'anàlisi lèxica, l'anàlisi morfològica, l'Anàlisi sintàctica, i la interpretació semàntica per tal d'aconseguir els seus objectius, encara que la majoria de les aplicacions se centren en algunes d'elles i no les tracten totes amb profunditat.

## L'ambigüitat, el problema del PLN
Els llenguatges humans són tots ambigus. Aquesta ambigüitat, que els humans sabem tractar i resoldre de manera inconscient la major part de les vegades, es presenta de diferents maneres:
En l'àmbit lèxic, ja que una paraula pot tenir diferents significats. Trobem dins d'aquesta ambigüitat la lèxica pura, que es dona en casos de polisèmia (una paraula amb més d'un significat) i, segons alguns autors, l'ambigüitat lèxica categorial (homonímies - paraules distintes que s'escriuen igual).
A escala referencial, la resolució d'anàfores, que implica determinar a quina entitat de les que s'han anomenat prèviament en el discurs es referencia mitjançant pronoms, oracions subordinades, etc. Alguns autors consideren aquest tipus d'ambigüitat una ambigüitat lèxica, mentre que altres la consideren una classe d'ambigüitat diferenciada, a un nivell superior.
Estructuralment, quan una mateixa frase pot tenir dos arbres d'anàlisi sintàctica diferents. Alguns autors inclouen en aquesta classe —o almenys com a ambigüitat mixta lèxica-estructural— les homonímies.
En l'àmbit pragmàtic, ja que moltes vegades una frase no vol dir allò que sembla que diu. Metàfores, ironies, etc. afecten la interpretació del discurs.
Per poder treballar amb llenguatges naturals, el PLN ha de resoldre totes aquestes ambigüitats, recorrent moltes vegades a una representació interna que elimini aquesta ambigüitat.